# Silezaur
Silezaur (Silesaurus) – rodzaj archozaura żyjącego w późnym triasie na terenie współczesnej Europy. Odkrycie skamieniałości co najmniej kilkunastu osobników pozwoliło na stosunkowo dokładną rekonstrukcję morfologii zwierzęcia, a także zbadanie mikrostruktury kości i fizjologii. Analizy te sugerują, że należał do grupy zwierząt zwinnych i aktywnych. Silezaur był prawdopodobnie średniej wielkości czworonożnym roślinożercą prowadzącym stadny tryb życia. Filogenetyczna pozycja rodzaju Silesaurus była przedmiotem intensywnych debat od chwili jego opisania. Niektórzy naukowcy klasyfikowali go jako prawdziwego dinozaura, jednak większość paleontologów uznaje go za bliską grupę zewnętrzną dinozaurów. Wszystkie znane skamieniałości należące bezsprzecznie do przedstawicieli tego rodzaju pochodzą z Krasiejowa w województwie opolskim.

## Budowa
Silesaurus był średniej wielkości czworonożnym zwierzęciem – mierzył nieco ponad dwa metry długości i ważył około 15 kg. Wykazywał nietypową kombinację cech zarówno zaawansowanych, jak i prymitywnych. Długość czaszki silezaura szacuje się na około 17 cm. Budowa kości szczęki jest prawdopodobnie jedną z cech charakterystycznych zwierzęcia. W dwóch odnalezionych kościach przedszczękowych znajdowały się cztery zębodoły, zaś w dobrze zachowanej kości szczękowej ZPAL Ab III/361 – jedenaście. Również u ZPAL Ab III/361 odnaleziono połączone ze sobą kości nosowe, jednak tylko lewa jest względnie kompletna. U kilku osobników zachowały się pozostałości puszek mózgowych pozwalające na jej dość dokładną rekonstrukcję. Nietypową cechą jest obecność stosunkowo dużego otworu w kości nadpotylicznej, prawdopodobnie dla żyły grzbietowej głowy. W kości zębowej ZPAL Ab III/361/27 znajduje się 12 zębodołów – w jedenastu z nich zęby zachowały się in situ. Wierzchołek kości zębowych prawdopodobnie pokrywała rogowa substancja tworząca ostry dziób.
Do okazów ZPAL Ab III/361 i 362 przypisano m.in. łopatkę z wyrostkiem kruczym połączoną z kośćmi promieniową i łokciową. Prawa kość udowa jest niemal tej samej długości, co lewa, mierzą odpowiednio 136 i 138 mm długości. Lewa kość łonowa ma 160 mm długości, a połączona z nią kość kulszowa – 120 mm. Dwie kości udowe o długości 116 mm należały prawdopodobnie do ZPAL Ab III/362 – osobnika mniejszego niż ZPAL Ab III/361, lecz także dorosłego. Liczba kręgów przedkrzyżowych wynosi 25, w tym 9–11 szyjnych. Prawdopodobnie wszystkie z nich zachowały się u ZPAL Ab III/361, podobnie jak żebra szyjne. Najdłuższe spośród żeber szyjnych, należące do któregoś z kręgów 10–12, mierzyło około 150 mm długości, zaś najkrótsze, należące do jednego z kręgów 20–23, mierzyło 67 mm. Były one równoległe do szyi. Liczbę kręgów krzyżowych początkowo oszacowano na cztery, jednak późniejsze odkrycia dowiodły, że w rzeczywistości kość krzyżowa składała się jedynie z trzech kręgów.

## Klasyfikacja
Filogenetyczna pozycja rodzaju Silesaurus była przedmiotem intensywnych debat od chwili jego opisania.
Jerzy Dzik (2003) zaklasyfikował takson do grupy Dinosauriformes i przedstawił trzy hipotezy dotyczące filogenezy silezaura. Według pierwszej z nich jest on wczesnym przedstawicielem dinozaurów ptasiomiednicznych, według drugiej reprezentuje linię ewolucyjną prowadzącą zarówno do dinozaurów ptasiomiednicznych, jak i prozauropodów po przejściu na roślinożerność, lecz przed jej rozejściem się i wedle trzeciej jest przedstawicielem grupy archozaurów, u których roślinożerność wykształciła się niezależnie od Ornithischia. Druga spośród tych teorii jest odrzucana, a zauropodomorfy – zgodnie z wcześniejszymi hipotezami – łączone z teropodami w klad Saurischia, do którego nie należą dinozaury ptasiomiedniczne. Dzik przedstawił listę diagnostycznych apomorfii dowodzących, że Silesaurus jest bardziej zaawansowanym archozaurem niż Marasuchus i co najmniej równie zaawansowanym jak Pseudolagosuchus, współczesny silezaurowi dinozauromorf z obecnych terenów Argentyny. W 2006 roku Max Langer i Michael J. Benton przeprowadzili pierwszą analizę kladystyczną uwzględniającą Silesaurus opolensis. Wsparła ona trzecią spośród przedstawionych przez Dzika hipotez, umiejscawiając silezaura jako takson siostrzany dinozaurów. Odkryte po 2003 skamieniałości pozwoliły Jerzemu Dzikowi i Tomaszowi Sulejowi na dokładniejsze zbadanie okolicy krzyżowej i czaszki zwierzęcia. Na ich podstawie, jak również budowy kręgów, uznali silezaura za wczesnego roślinożernego dinozaura mającego wiele cech wspólnych z ptasiomiednicznymi. Analiza kladystyczna przeprowadzona przez Ezcurrę (2006) potwierdziła jednak wyniki wcześniejszego badania Langera i Bentona – silezaur znajdował się na kladogramie pomiędzy Marasuchus a Eucoelophysis. Badania wykonane przez Sterlinga Nesbitta i współpracowników (2007 i 2009) przyniosły podobne rezultaty – Silesaurus był według nich taksonem siostrzanym eucelofyza, wraz z którym tworzył klad siostrzany wobec dinozaurów. Również analiza Richarda Butlera i współpracowników (2008) klasyfikowała silezaura poza grupą Dinosauria. Zęby silezaura i technozaura, niewielkiego roślinożernego archozaura, klasyfikowanego niegdyś jako dinozaur ptasiomiedniczny, wykazują wiele cech wspólnych i mogą sugerować podobieństwa pomiędzy przedstawicielami tych rodzajów. Jorge Ferigolo i Max Langer wskazali na budowę szczęk jako cechę mogącą świadczyć o bliskim pokrewieństwie silezaura i Sacisaurus – ich zdaniem oba te rodzaje mogą być najbardziej bazalnymi spośród znanych dinozaurów ptasiomiednicznych. Według analizy filogenetycznej przeprowadzonej przez Grzegorza Niedźwiedzkiego i współpracowników Silesaurus jest najbardziej bazalnym znanym przedstawicielem Ornithischia, stanowiącym takson siostrzany wczesnych ptasiomiednicznych, takich jak Pisanosaurus, Lesothosaurus, Eocursor, „fabrozaury” i heterodontozaury. Stoi to w sprzeczności z wynikami badań Langera i współpracowników, według których silezaur jest bliżej spokrewniony z technozaurem i Sacisaurus, wraz z którymi tworzy klad Silesauridae, mogący obejmować również rodzaje Eucoelophysis, Pseudolagosuchus i Lewisuchus. Odkrycie środkowotriasowych skamieniałości innego przedstawiciela Silesauridae – Asilisaurus – wspiera hipotezę, według której Silesauridae są taksonem siostrzanym dinozaurów i zaprzecza, by były one bazalnymi dinozaurami ptasiomiednicznymi. Niektóre późniejsze analizy filogenetyczne sugerowały jednak, że silezaurydy (w tym Silesaurus i Asilisaurus) są pierwotnymi przedstawicielami Ornithischia.
Langer i Benton stwierdzili, że niezależnie od tego, czy jest bazalnym dinozaurem ptasiomiednicznym, czy taksonem siostrzanym wobec dinozaurów, obecność zwierzęcia takiego jak Silesaurus była nieoczekiwana u podstawy drzewa filogenetycznego dinozaurów.

## Historia odkryć
Pierwszy materiał kostny z Krasiejowa, zaliczony do nieokreślonych bliżej dinozaurów, opisano z dolnego poziomu kościonośnego w 2000, a następnie w 2001 jako należący do archozaura być może związanego z herrerazaurydami. Silesaurus został opisany przez Jerzego Dzika na łamach „Journal of Vertebrate Paleontology” we wrześniu 2003 roku. Nazwa rodzajowa pochodzi od łacińskiej nazwy Śląska (Silesia) oraz zlatynizowanego greckiego słowa sauros, oznaczającego „jaszczur”, zaś gatunkowa gatunku typowego, opolensis, od Opola – odnoszą się one do miejsca odnalezienia pierwszych jego szczątków. Holotypem jest niekompletny szkielet oznaczony numerem katalogowym ZPAL Ab III/361. Wszystkie okazy przypisywane bezpośrednio do S. opolensis pochodzą z triasowych osadów z okolic Krasiejowa w powiecie opolskim. Do 2002 roku wydobyto ponad czterysta kości należących do więcej niż siedmiu osobników, przypuszczalnie do około dwudziestu. Wszystkie odkryte wówczas kości należały do dorosłych zwierząt. Prawdopodobnie stanowiły jedno stado, które zginęło w wyniku kataklizmu. Później odnaleziono więcej skamieniałości silezaurów, a także przeprowadzono dodatkową preparację wcześniej odkrytych szczątków. Proksymalną część kości udowej bardzo podobną do silezaurzej odkryto również w górnotriasowych osadach w Woźnikach – autorzy przypisali ją jednak jedynie do Dinosauriformes.

## Paleobiologia

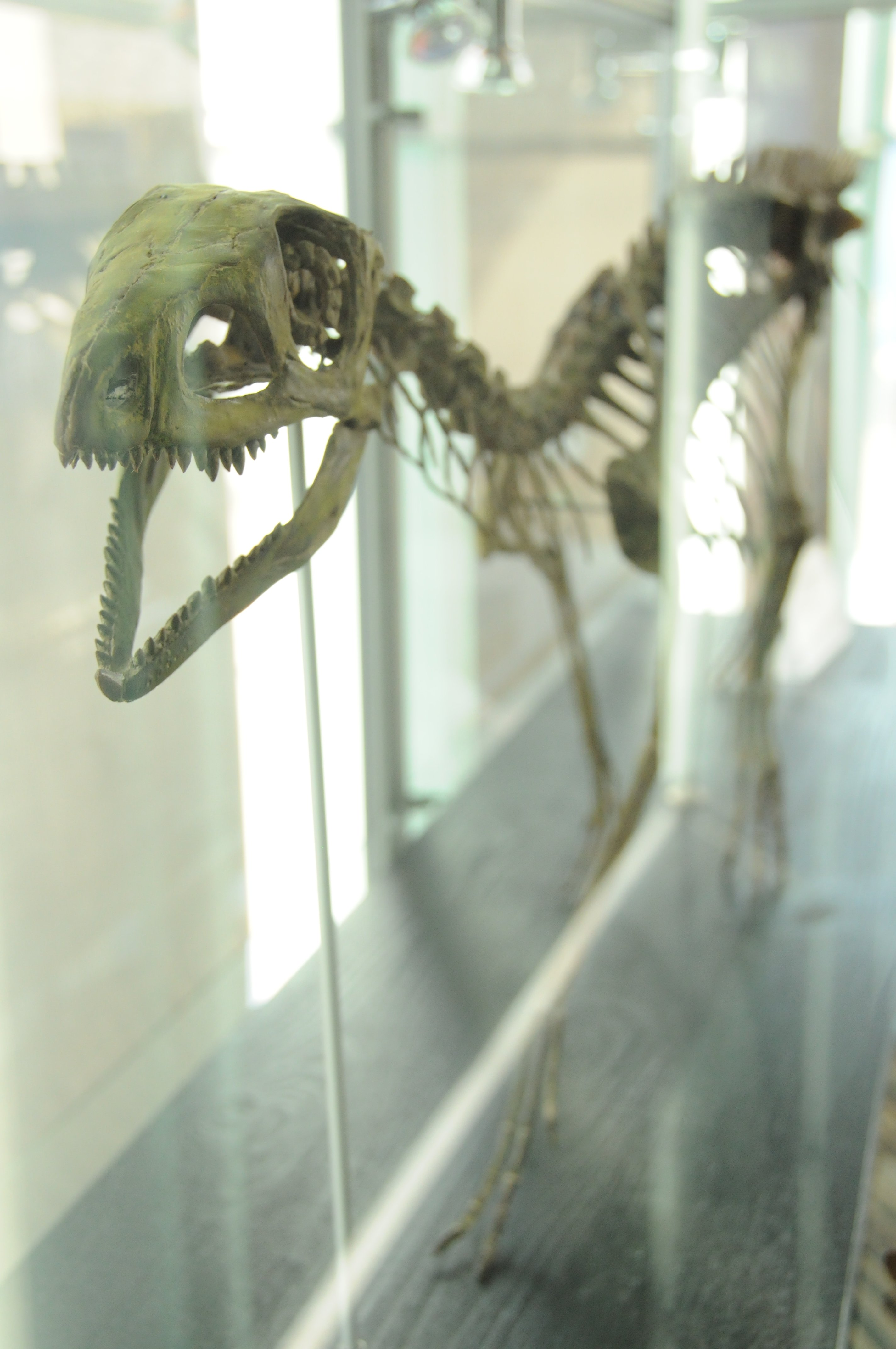
Szkielet silezaura

Kształtem koron i wzorem ząbkowania zęby silezaura nie przypominają zębów drapieżnych archozaurów. Podobnie jak u wczesnych roślinożernych dinozaurów liczba zębów była zredukowana. Dzik porównał ją u silezaura, tekodontozaura i pisanozaura. U tekodontozaura, wczesnego zauropodomorfa, liczba zębów u osobnika dorosłego wynosiła 21, podczas gdy u młodocianego – 14. Pisanosaurus miał 15 zębów, niewiele więcej niż 12 silezaura, jednak zajmowały one znacznie większą powierzchnię kości zębowej niż u Silesaurus. Langer i Benton stwierdzili jednak, że prawdziwa roślinożerność wydaje się być u bazalnych archozaurów rzadsza, niż się to często przyjmuje, a silezaur odpowiada ogólnemu wzorcowi, który nie musi jednoznacznie dowodzić takiej diety. Badania mikrostarcia szkliwa wskazują, że silezaur odżywiał się miękkimi roślinami, jednak nie pozwalają na odrzucenie koncepcji o jego wszystkożerności. Pionowe ruchy szczęk silezaura nie były tak zaawansowane jak u rynchozaurów czy synapsydów, jednak silezaur nie odbiegał pod tym względem od innego roślinożernego lub wszystkożernego archozaura z Krasiejowa – aetozaura Stagonolepis. Na wszystkożerność silezaura wskazują także odnalezione w Krasiejowie koprolity (przypisywane przedstawicielom tego rodzaju), zawierające pokrywy chrząszczy.
Długie kończyny przednie dowodzą, że Silesaurus poruszał się na czterech kończynach. Sugeruje to, iż różnorodność wczesnych dinozaurów i ich najbliższych krewnych jest niedoreprezentowana w zapisie kopalnym, a bazalni przedstawiciele tych grup zajmowali prawdopodobnie znacznie więcej nisz, aniżeli wcześniej sądzono. Kości piętowa i skokowa są przystosowane do szybkości – silezaur przypuszczalnie biegał wyłącznie na tylnych kończynach, na co wskazuje obecność trzech kręgów krzyżowych mocno połączonych żebrami z piszczelą oraz długi ogon stanowiący przeciwwagę dla reszty ciała. Silezaur miał w pełni wyprostowane kończyny przednie i tylne. Autopodium kończyny przedniej stale znajdowało się w pozycji nawrotnej, co upodobniało silezaura do wczesnych zauropodów. W porównaniu do zauropodów, Silesaurus potrafił jednak stawiać dłuższe kroki i osiągać wyższą maksymalną prędkość.
Silesaurus jest pierwszym taksonem bazalnego dinozauromorfa, u którego zbadano mikrostrukturę kości. Badania histologiczne niektórych kości długich oraz żeber wykazały stosunkowo szybkie tempo wzrostu. Było ono wyższe niż u większości archozaurów z grupy Crurotarsi, z wyjątkiem niewielkiego krokodylomorfa Terrestrisuchus oraz rauizucha Postosuchus, jednak znacząco niższe niż u dużych, szybko rosnących dinozaurów, takich jak Maiasaura, a nawet niewiele większy od silezaura celofyz. Badania Łucji Fostowicz-Frelik i Tomasza Suleja sugerują, że silezaury rosły prawdopodobnie w niecyklicznych okresach przyspieszonego rozwoju, zwłaszcza we wcześniejszych stadiach ontogenetycznych. Wydaje się prawdopodobne, że Silesaurus osiągał pełne rozmiary po około roku, po czym tempo wzrostu gwałtownie spadało. Mikrostruktura kości sugeruje, że silezaur należał do grupy zwinnych i aktywnych archozaurów oraz niewielkich dinozaurów, takich jak m.in.: Terrestrisuchus, Confuciusornis, Scutellosaurus, Orodromeus czy Lesothosaurus. Skutkowałoby to wyższym metabolizmem, jednak dowody na stałocieplność silezaura zdaniem autorów wciąż są niewystarczające.

## Paleoekologia

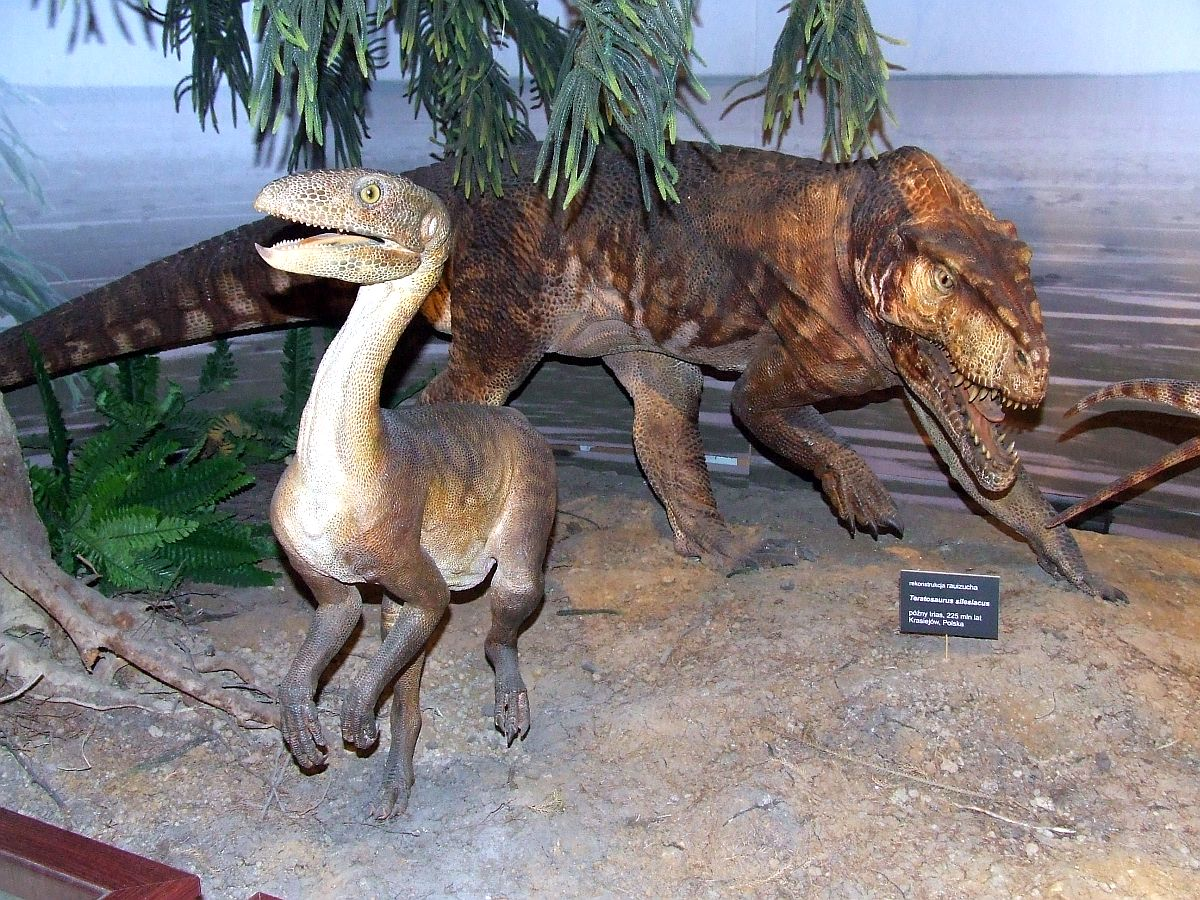
Modele silezaura i Polonosuchus

Wszystkie znane skamieniałości silezaurów pochodzą z datowanych na późny karnik osadów w okolicach Krasiejowa w województwie opolskim. Ponieważ formacja Ischigualasto w Ameryce Południowej jest datowana na około 227,8 mln lat, a biostratygraficznie odpowiadające krasiejowskim górnokarnickie warstwy we Włoszech na około 230,9 mln lat, może okazać się, iż Silesaurus jest najstarszym znanym dinozaurem na świecie. Według niektórych naukowców krasiejowskie stanowisko jest jednak młodsze – pochodzi nie z karniku, lecz z wczesnego noryku. Skamieniałości wydobyto z dwóch pokładów – w dolnym do szczególnie pospolitych należały pozostałości temnospondyli z rodzaju Metoposaurus oraz fitozaura Paleorhinus. Występowały także szczątki silezaurów, lecz stosunkowo rzadko. Odnaleziono tam również niekompletny szkielet rauizucha nazwanego później Polonosuchus.
W górnym pokładzie dominowały skamieniałości gadów lądowych oraz płazów z grupy kapitozaurów, gorzej przystosowanych do wodnego trybu życia niż metopozaury. Odnaleziono kilka szkieletów roślinożernego opancerzonego archozaura z rodzaju Stagonolepis, szczątki temnospondyla Cyclotosaurus oraz skamieniałości silezaurów. Pozostałości fitozaurów Paleorhinus występują rzadziej, podobnie jak metopozaurów, których obecność początkowo nie została stwierdzona.
W Krasiejowie odkryto także skamieniałości roślin, chrząszczy, sfenodontów, ryb dwudysznych należących do rodzaju Ceratodus, a także szczątki archozauromorfa Ozimek.